# نوريا غونزاليز
نوريا غونزاليز (بالإسبانية: Nuria González)‏ هي ممثلة إسبانية، ولدت في 16 مايو 1962 في إسبانيا.

## وصلات خارجية
- نوريا غونزاليز على موقع IMDb (الإنجليزية)
- نوريا غونزاليز على موقع ألو سيني (الفرنسية)
- نوريا غونزاليز على موقع أول موفي (الإنجليزية)
- نوريا غونزاليز على موقع قاعدة بيانات الأفلام السويدية (السويدية)
- نوريا غونزاليز على موقع قاعدة بيانات الفيلم (الإنجليزية)
- نوريا غونزاليز على موقع كينوبويسك (الروسية)